# Libočany
Obec Libočany se nachází v okrese Louny v Ústeckém kraji. Žije v ní 537 obyvatel. Ve vzdálenosti 3 km východně leží město Žatec, 13 km jihozápadně město Podbořany, 17 km severozápadně město Chomutov a 18 km západně město Kadaň.

## Historie
Pravěké osídlení obce dokládá náhodný nález hrobu ženy. Výkop na staveništi v roce 1998 odkryl část keltského pohřebiště, na němž byl výjimečný nález rakve z jednoho kusu dřeva s pozůstatky ženy. Její šaty byly sepnuty dvěma železnými a jednou bronzovou sponou a na rukou měla bronzové náramky. Výjimečný byl nález amuletu se zlatými perličkami, protože podobné nálezy byly do té doby známy pouze ze Soběsuk a Jenišova Újezdu.
První písemná zmínka o obci pochází z roku 1226 jako majetek Kláštera Doksany. Na začátku 16. století obec vlastnila rodina Václava Hájka z Libočan. V roce 1550 koupil Libočany Bohuslav Felix Hasištejnský z Lobkovic.
Materiál dále popisuje obec jako starobylé sídlo známé jako rodiště historicky nespolehlivého českého kronikáře Václava Hájka. Tehdy – ve 20. letech – v Libočanech bydlela spisovatelka Božena Viková-Kunětická, první ženská poslankyně. Na statku paní Tiché bylo usazeno mnoho ruských běženců. V obci byl kromě velkostatku i pivovar.

## Obyvatelstvo
Při sčítání lidu v roce 1921 zde žilo 643 obyvatel (z toho 301 mužů), z nichž bylo 122 Čechoslováků, 518 Němců a tři cizinci. S výjimkou čtrnácti evangelíků, dvou židů a patnácti lidí bez vyznání se hlásili k římskokatolické církvi. V roce 1924 zde podle Stručného popisu politického okresu Žateckého žilo 643 obyvatel, z toho 122 Čechů (19 %). Podle sčítání lidu z roku 1930 měla vesnice 792 obyvatel: 282 Čechoslováků, 502 Němců a osm cizinců. Většina stále patřila k římskokatolické církvi, ale žilo zde také devatenáct evangelíků, 23 příslušníků církve československé, devět lidí se hlásilo k jiným církvím a 34 lidí bylo bez vyznání.
|           | 1869 | 1880 | 1890 | 1900 | 1910 | 1921 | 1930 | 1950 | 1961 | 1970 | 1980 | 1991 | 2001 | 2011 | 2021 |
| --------- | ---- | ---- | ---- | ---- | ---- | ---- | ---- | ---- | ---- | ---- | ---- | ---- | ---- | ---- | ---- |
| Obyvatelé | 458  | 616  | 668  | 791  | 768  | 643  | 792  | 523  | 545  | 487  | 625  | 522  | 500  | 554  | 497  |
| Domy      | 53   | 59   | 64   | 78   | 88   | 89   | 105  | 113  | 96   | 95   | 107  | 99   | 110  | 125  | 129  |

## Obecní správa
Mezi lety 1869–1980 Libočany byly obcí v okrese Žatec (1869–1950) a později v okrese Louny. Od 1. ledna 1981 do 31. prosince 1992 patřily jako část obce k Žatci a od 1. ledna 1993 jsou opět samostatnou obcí. Při sčítání lidu v letech 1869–1950 byla součástí obce Libočany osada Hůrky.

### Obecní symboly
Znak a vlajka byly obci uděleny rozhodnutím předsedy Poslanecké sněmovny Parlamentu České republiky dne 4. března 2014.

## Pamětihodnosti
- Libočanský zámek nechal na místě starší tvrze postavit okolo roku 1770 v pozdně barokním slohu Václav Karel Schroll ze Schrollenbergu. Další majitelé se rychle střídali. Ve druhé polovině dvacátého století v zámku byly byty zaměstnanců státního statku a později ho začala využívat Ústřední správa geodézie a kartografie jako archiv starých map.[12]
- Rokokový kostel Všech svatých byl postaven v letech 1749–1769. Nástropní fresky namaloval malíř Jan Václav Tschöpper. Autorem bočních oltářů a výzdoby varhan je řezbář Jakub Eberle.[13]
- Sýpka
- Kovárna čp. 13 z doby okolo roku 1800[14]
- Fara (čp. 32) byla postavena někdy okolo roku 1770. Je to jednopatrová budova s mansardovou střechou. Její fasádu člení pilastry a v přízemí jsou dvě valeně klenuté místnosti.[13]
- Plastika Madony před zámkem na vysokém sloupu, na soklu datovaná do roku 1706.

## Osobnosti
- Julius Garreis (1838–1898) – advokát a politik
- Václav Hájek z Libočan (konec 15. st. – 1553) český kronikář, spisovatel a kněz

## Galerie

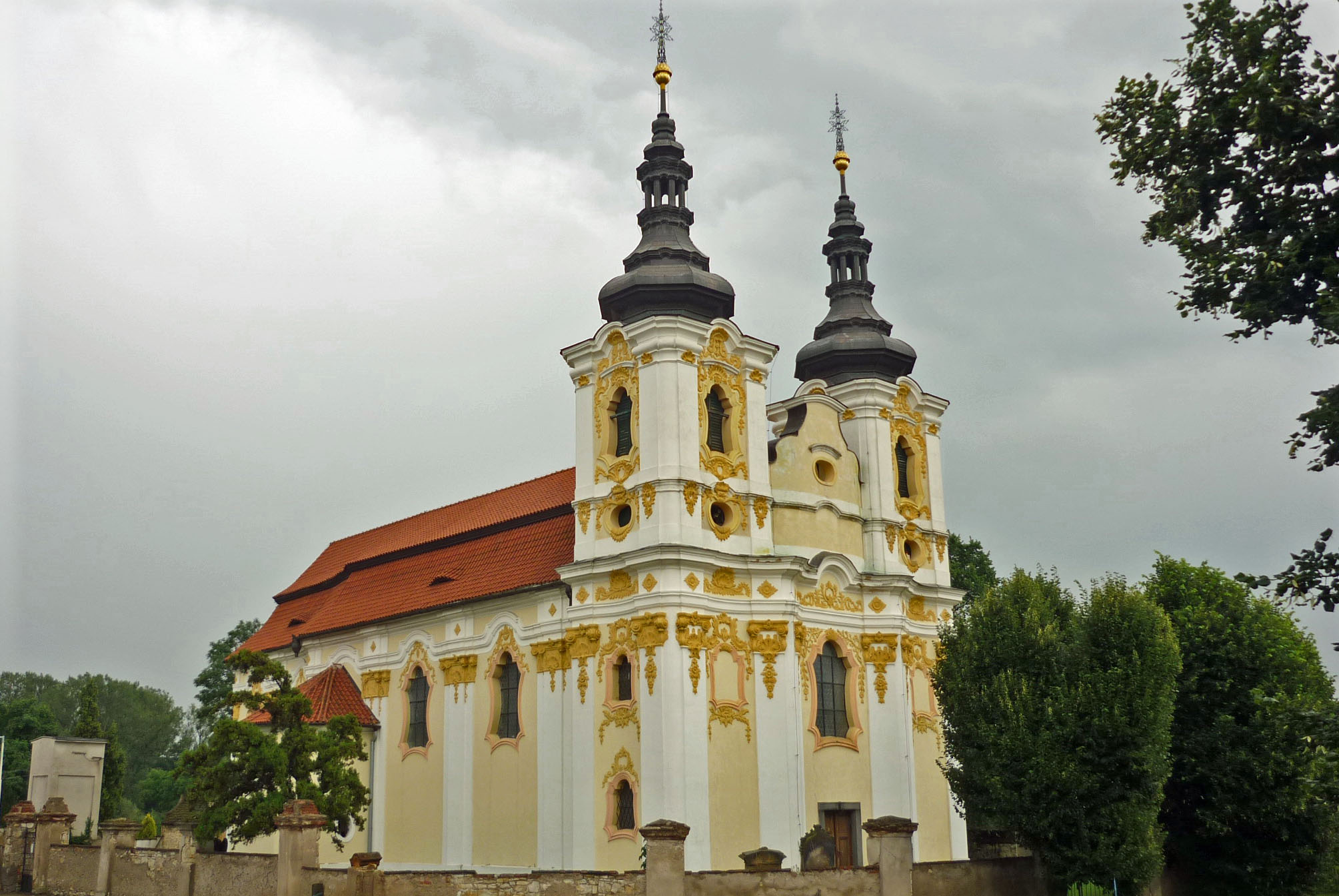
Kostel Všech svatých
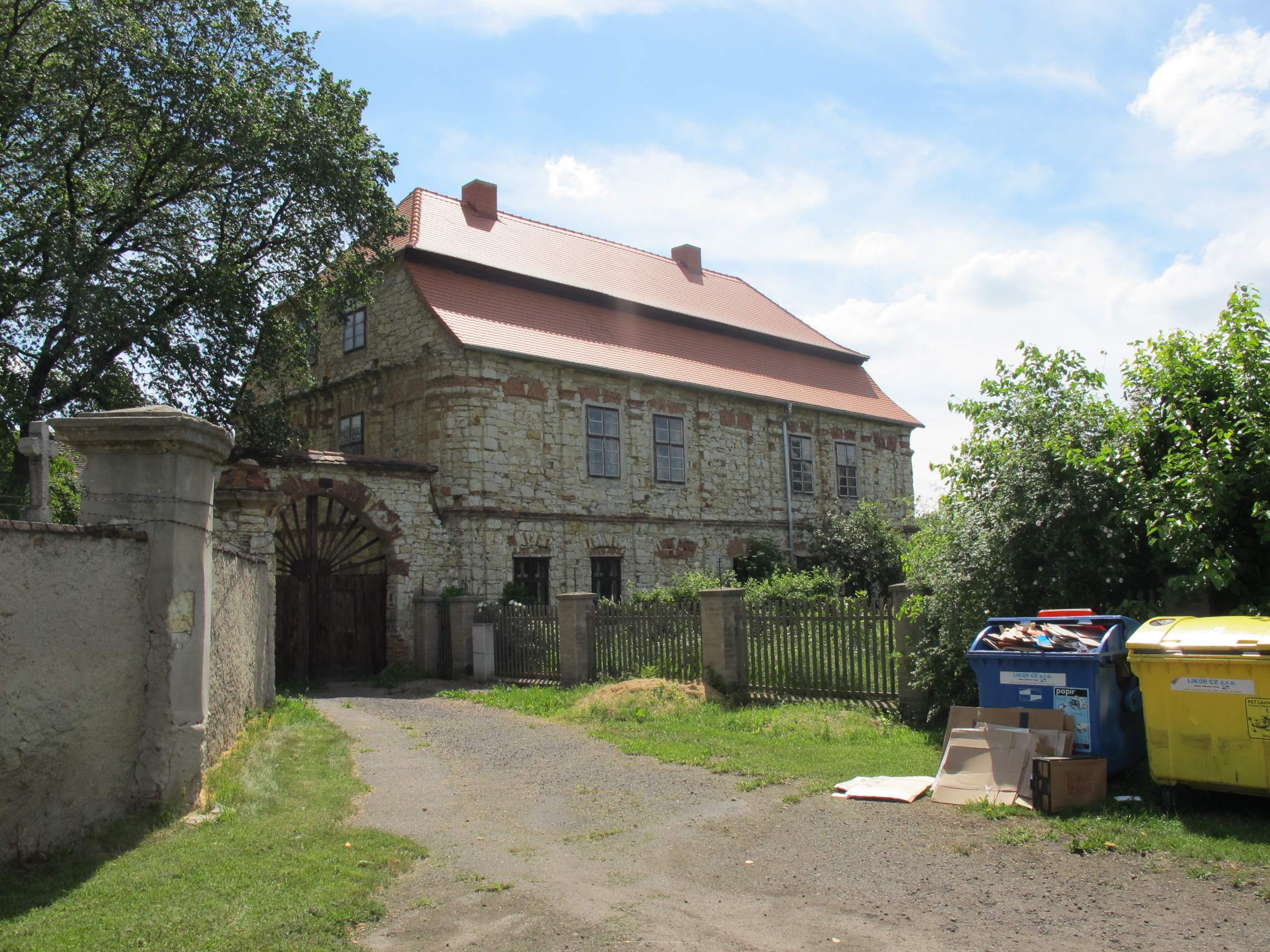
Fara
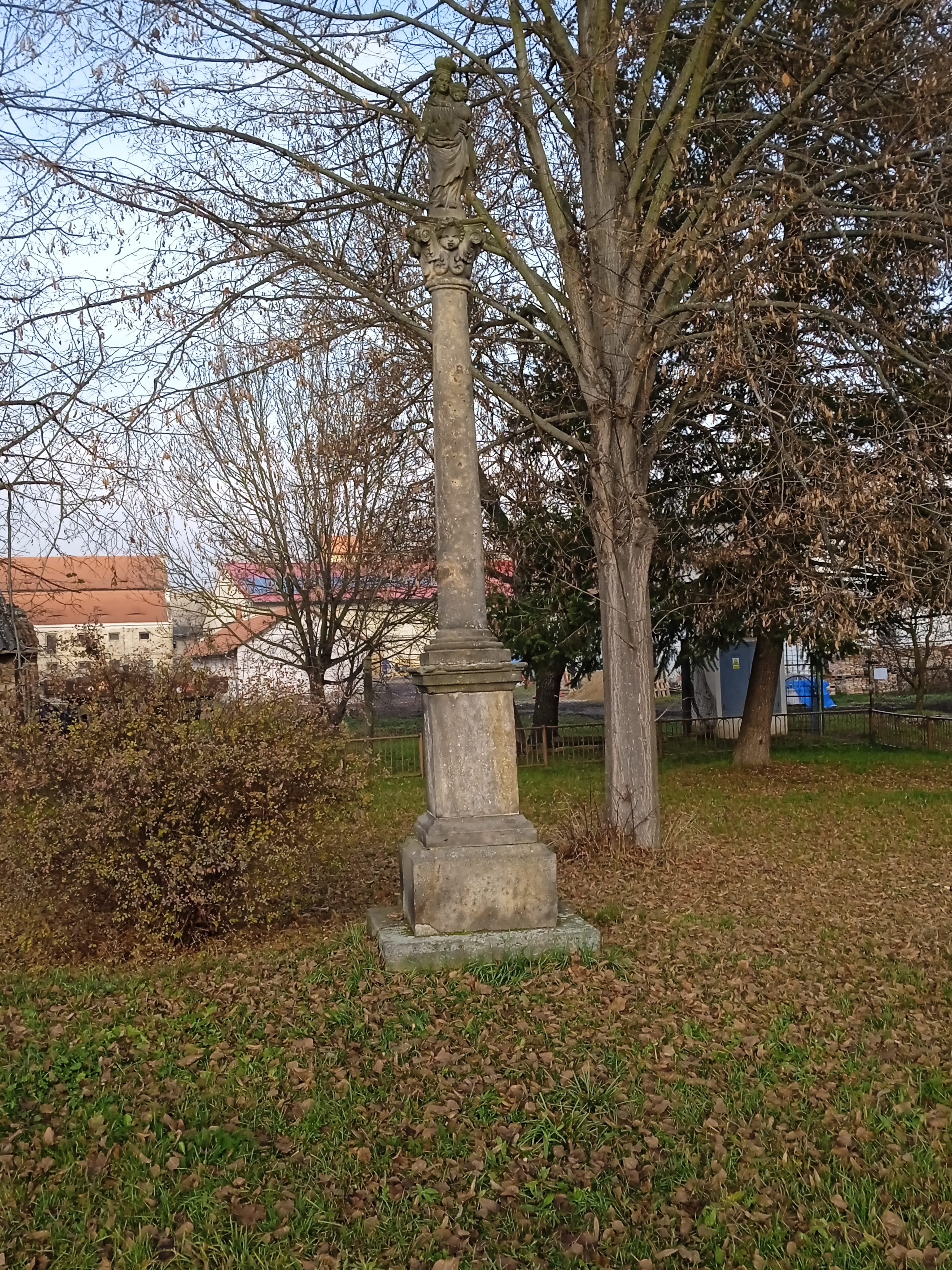
Plastika Madony před zámkem
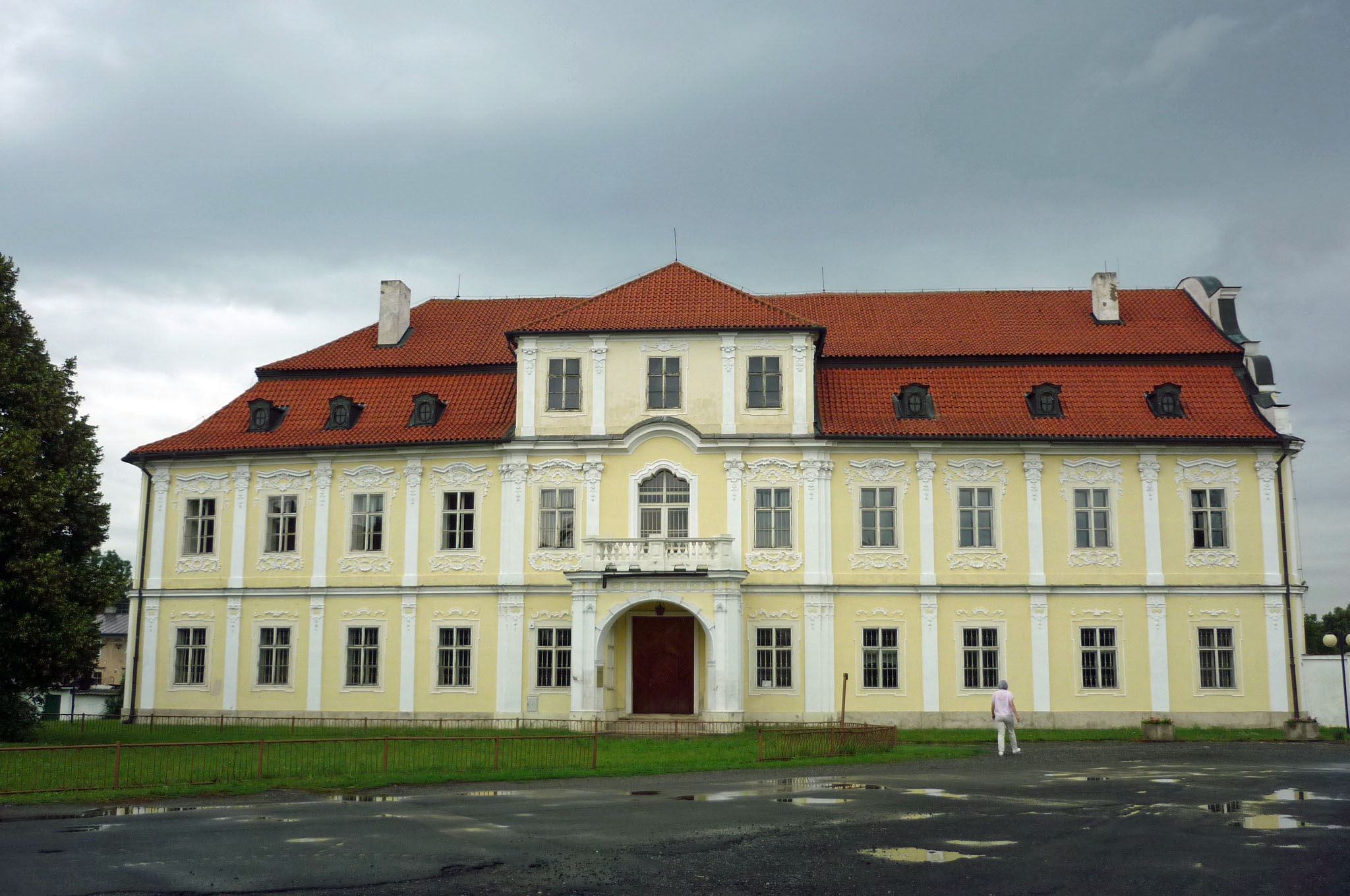
Zámek
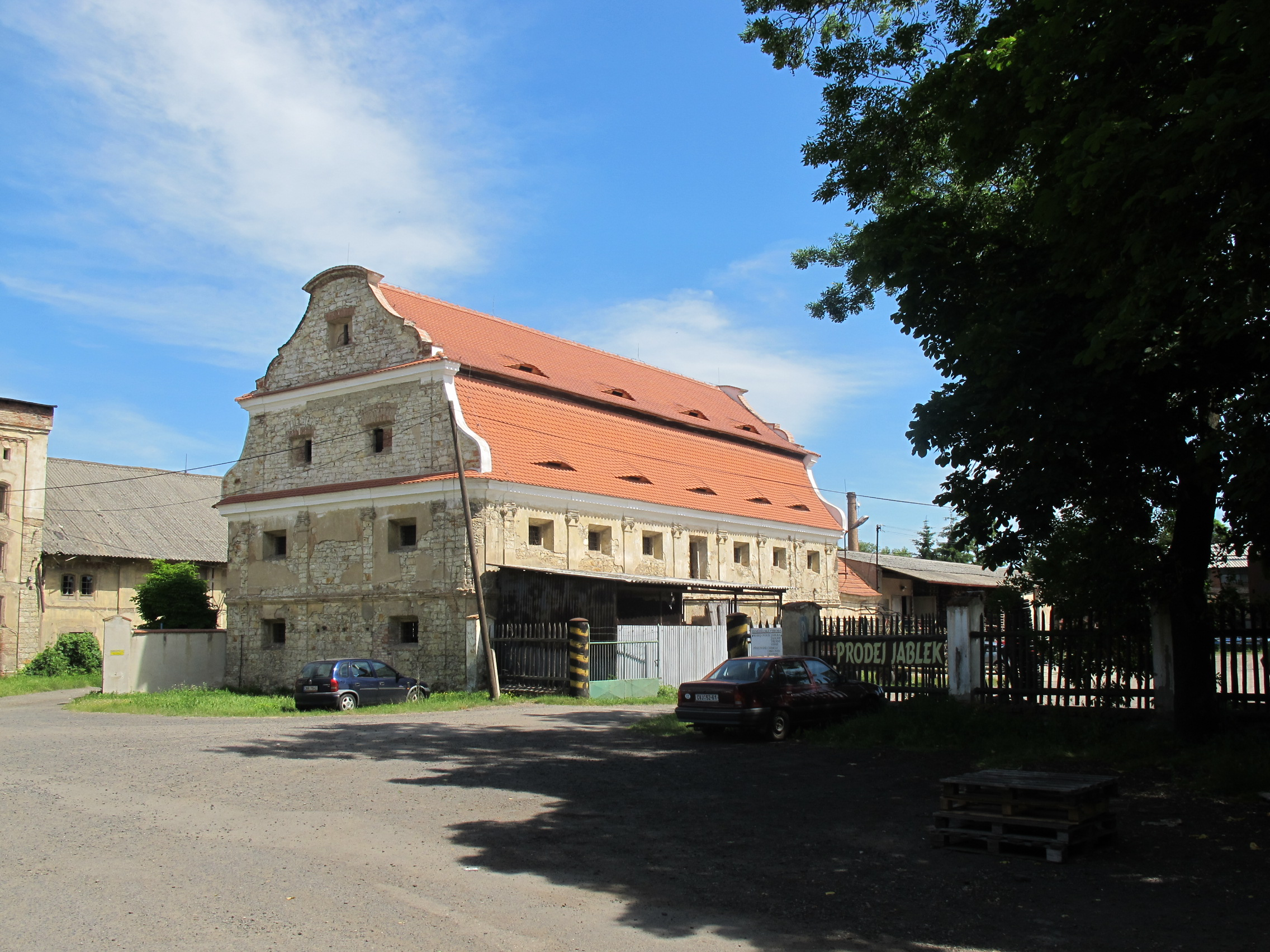
Barokní sýpka
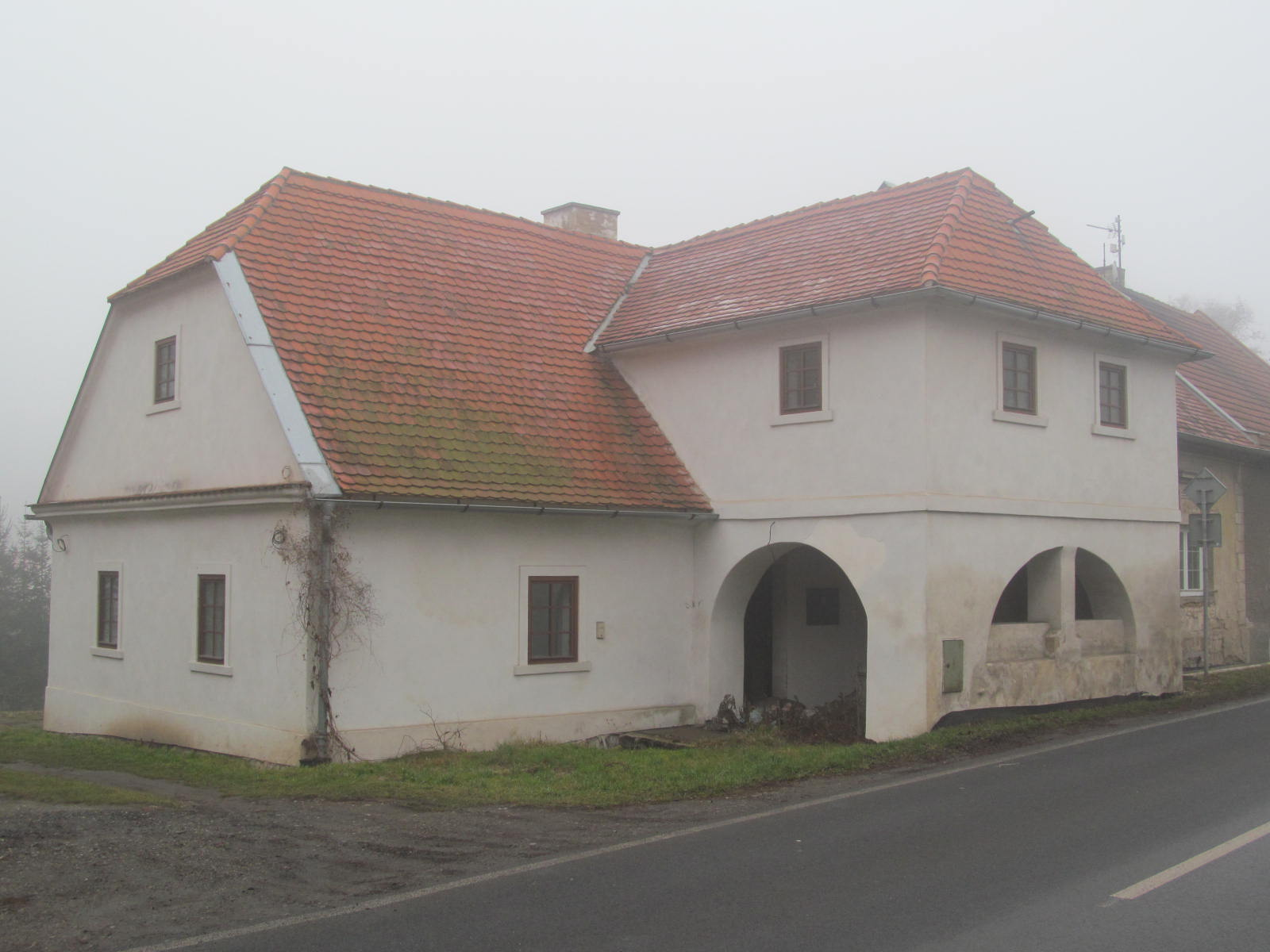
Kovárna